# پرتی آلایا
پرتی آلایا (فنلاندی: Pertti Alaja; ۱۸ فوریهٔ ۱۹۵۲ – ۱۸ اوت ۲۰۱۷) بازیکن فوتبال اهل فنلاند بود.
از باشگاه‌هایی که در آن بازی کرده‌است می‌توان به باشگاه فوتبال هلسینکی، ایکست اف اس، باشگاه فوتبال مالمو، و باشگاه فوتبال هاکا اشاره کرد.
وی همچنین در تیم ملی فوتبال فنلاند بازی کرده‌است.